# Vorstendom Muzaka
Het vorstendom Muzaka (Albanees: Principata e Muzakajve) (1280-1444) was een middeleeuws Albanees vorstendom dat geografisch overeen komt met gebieden in het huidige centraal- en zuid-Albanië en het westen van Noord-Macedonië. Het werd in 1280 gesticht door de Albanese prins Andrea I Muzaka waarna zijn nageslacht de heerschappij opvolgde. Onder Andrea II Muzaka werd het vorstendom in 1340 gepromoveerd tot een despotaat, waarbij ook delen van het huidige noord-Griekenland geannexeerd werden. In 1444 voegde het zich toe aan de Liga van Lezhë.

## Geschiedenis
Hoewel de Muzaka-dynastie in het jaar 1090 wordt genoemd door de Byzantijnse historicus Anna Komnene is de eerste heerser prins Andrea I Muzaka. Andrea I had vanaf 1280 een de facto onafhankelijke heerschappij over Berat. Hij werd door de Byzantijnse keizer Andronikos II Palaiologos erkent als sebastokrator en door Karel I van Napels als Maarschalk van Albanië. 
Na de dood van Andrea I volgde zijn zoon Teodor I Muzaka de heerschappij over het vorstendom Muzaka op. Teodor I zijn heerschappij was minder dominant dan die van zijn vader; Teodor I had de lokale titel als heerser van een autonoom vorstendom dat in handen was gevallen van de buitenlandse rijken. In tegenstelling tot zijn vader was Teodor I loyaal aan het Huis Anjou-Sicilië, de heersers van het Koninkrijk Albanië. Teodor I werd opgevolgd door Andrea II Muzaka. Nadat het vorstendom in handen was gevallen van het Keizerrijk Servië wist Andrea II het gebied terug te veroveren na het verslaan van het Servische leger. Hierdoor werd Andrea II in 1340 benoemd tot Despoot van Albanië. Onder Andrea II reikte het vorstendom tevens tot zijn hoogtepunt na annexatie van het westen van het huidige Noord-Macedonië en noord-Griekenland. De heerschappij viel na de dood van Andrea II over naar zijn zoon Teodor II Muzaka, die deelnam aan de slag op het Merelveld tegen het Ottomaanse Rijk. Teodor II sneuvelde tijdens de veldslag, wat tot gevolg had dat het vorstendom een Ottomaans vazal werd onder heerschappij van Teodor III Muzaka. In 1432 kwam Teodor III samen met andere Albanese prinsen in opstand tegen het Ottomaanse Rijk, met weinig succes.
In 1444 werd het vorstendom onderdeel van de Liga van Lezhë. Teodor III werd een leidend figuur van de Liga maar sneuvelde in 1450 nadat het Ottomaanse leger tijdens een missie het slecht bewaakte kasteel van Berat indrong en de Albanese soldaten, inclusief Teodor III Muzaka doodden. De Ottomanen eisten hierna het kasteel van Berat op. Skanderbeg probeerde in 1455 de stad te heroveren tijdens het Beleg van Berat maar deze poging mislukte toen een groter peloton Ottomaans leger aankwam.

## Prinsen
- Andrea I Muzaka (1280–1319)
- Teodor I Muzaka (1319–1331)
- Andrea II Muzaka (1331–1372) (vanaf 1340 despoot)
- Teodor II Muzaka (1372–1389)
- Teodor III Muzaka (1389-1444)

## Kaarten

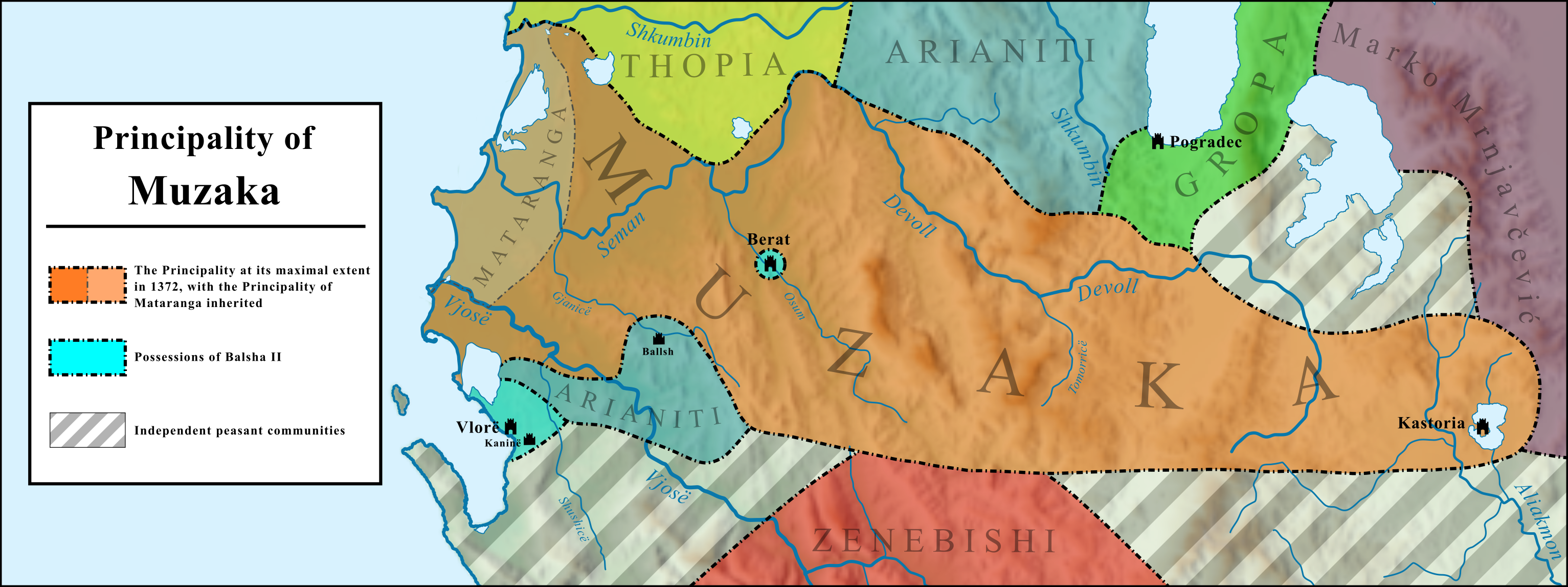
1372
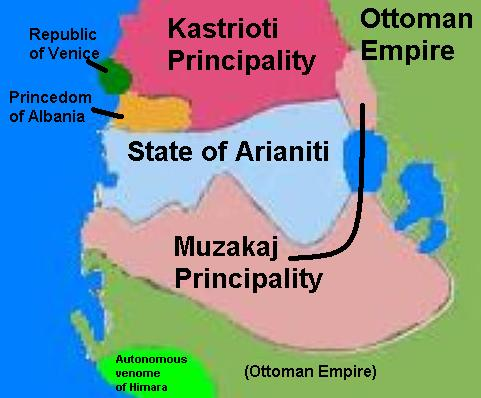
15e eeuw